# Challenger de Tigre II 2023
El torneo Challenger de Tigre II 2023 fue un torneo de tenis perteneció al ATP Challenger Tour 2023 en la categoría Challenger 50. Se trató de la 4ª edición; el torneo tuvo lugar en la ciudad de Tigre (Argentina), desde el 9 hasta el 15 de enero de 2023 sobre pista de tierra batida al aire libre.

## Jugadores participantes del cuadro de individuales
| Favorito | País                 | Jugador               | Rank1 | Posición en el torneo |
| -------- | -------------------- | --------------------- | ----- | --------------------- |
| 1        | Bandera de Argentina | Camilo Ugo Carabelli  | 126   | Segunda ronda         |
| 2        | Bandera de Argentina | Juan Manuel Cerúndolo | 151   | CAMPEÓN               |
| 3        | Bandera de Argentina | Mariano Navone        | 243   | Cuartos de final      |
| 4        | Bandera de Argentina | Andrea Collarini      | 246   | Semifinales           |
| 5        | Bandera de Argentina | Juan Bautista Torres  | 253   | Cuartos de final      |
| 6        | Bandera de Argentina | Hernán Casanova       | 257   | Primera ronda         |
| 7        | Bandera de Italia    | Alessandro Giannessi  | 262   | Semifinales           |
| 8        | Bandera de España    | Oriol Roca Batalla    | 268   | Primera ronda         |

- 1 Se ha tomado en cuenta el ranking del 2 de enero de 2023.

### Otros participantes
Los siguientes jugadores recibieron una invitación (wild card), por lo tanto ingresan directamente al cuadro principal (WC):
- Valerio Aboian
- Tomás Farjat
- Camilo Ugo Carabelli

Los siguientes jugadores ingresan al cuadro principal tras disputar el cuadro clasificatorio (Q):
- Jurgen Briand
- Matías Franco Descotte
- Edoardo Lavagno
- Oleg Prihodko
- Carlos Sánchez Jover
- Thiago Seyboth Wild

## Campeones

### Individual Masculino
- Juan Manuel Cerúndolo derrotó en la final a  Jesper de Jong, 6–3, 2–6, 6–2

### Dobles Masculino
- Daniel Dutra da Silva /  Oleg Prihodko derrotaron en la final a  Chung Yun-seong /  Christian Langmo, 6–2, 6–2